# Elfi Eder
Elfi Eder (n. 5 ianuarie 1970, Leogang⁠(d), Salzburg, Austria) este o schioare alpină austriacă, medaliată olimpică. A participat la o ediție a Jocurilor Olimpice (1994) în care a câștigat o medalie de argint.

## Participări
Lista de mai jos prezintă principalele competiții la care a participat Elfi Eder de-a lungul carierei.
- Alpint under Vinter-OL 1994 – Slalåm kvinner[*]